# Tuberenes sikkimensis
Tuberenes sikkimensis är en skalbaggsart som beskrevs av Stefan von Breuning 1978. Tuberenes sikkimensis ingår i släktet Tuberenes och familjen långhorningar. Inga underarter finns listade i Catalogue of Life.